# Entreprenörmonumentet
Entreprenörmonumentet (finska: Yrittäjäveistos) är en skulptur av Eva Löfdahl på Narinkentorget i stadsdelen Kampen i Helsingfors.
Entreprenörsmonumentet tillkom efter en skulpturtävling, som utlystes för inbjudna konstnärer av stiftelsen Suomen yrittäjien patsassäätiö. Avsikten med monumentet är att hedra finländska företagares arbete. Eva Löfdahl vann tävlingen med sitt förslag Leverty.
Skulpturen står på det 2005 färdigställda Narinkentorget.

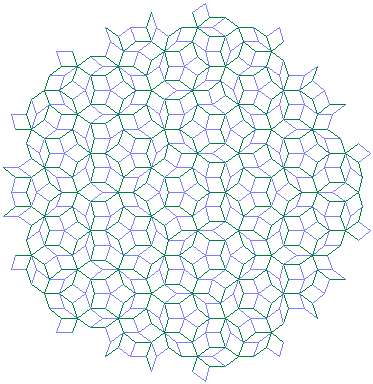
En penrosetessellation

Skulpturen bygger på penroseplattor, en struktur från 1974 som konstruerades av den brittiske matematikern Roger Penrose, där två enkla geometriska figurer fyller ut ett plan i ett mönster utan överlappningar eller mellanrum, och gör detta aperiodiskt, det vill säga att mönsterkombinationer inte återkommer på ett periodiskt vis.
Inne i den nätliknande strukturen finns ett poröst lavaliknande svart betongblock, som utformats med hjälp av skulptören Pertti Kukkonen. Den har måtten omkring 70 x 70 x 130 centimeter. Runt blockets nedsida löper en ljuslist. 